# Johannes Kahlbaum
Karl August Ferdinand Johannes Kahlbaum, Rufname Johannes Kahlbaum (* 24. Juli 1851 in Berlin; † 15. August 1909 daselbst), war ein Berliner Fabrikbesitzer, der das 1818 von seinem Großvater gegründete Unternehmen zur Destillation und Spritproduktion (CAF Kahlbaum) übernommen hat, vergrößerte und erfolgreich weiterführte.

## Leben
Johannes Kahlbaum wuchs in einer kaufmännischen Familie in Berlin zusammen mit einem Bruder und einer Schwester auf.  Während des Deutsch-Französischen Krieges 1870/1871 verrichtete Johannes Kahlbaum vom 1. Oktober 1870 bis 1871 im 10. Husaren-Regiment den Dienst als Einjährig-Freiwilliger.
Im Jahr 1879 übertrug der Vater August Wilhelm Kahlbaum (1822–1884) die Leitung der Spritfabrik in der Münzstraße 19 und ein externes Chemielabor in der Schlesischen Straße (im späteren Ortsteil Kreuzberg von Berlin gelegen) an seinen Sohn Johannes. Seit dem Tod des Vaters 1884 war Johannes alleiniger Besitzer der Firmen.
Infolge der stark steigenden Nachfrage nach Trinkbranntwein, aber auch nach chemisch-technischen Rohprodukten war eine wesentliche Vergrößerung der Fabrikation notwendig geworden. Johannes Kahlbaum kaufte 1884 im damaligen Berliner Vorort Adlershof ein 120 Morgen (rund 15 Hektar) großes Baugrundstück (Glienicker Weg 11–15 Ecke Adlergestell), das den Gebrüdern Lehmann gehört hatte. Die Gebrüder Lehmann wollten ursprünglich auf der Fläche eine Eisenbahnwagen-Verleih-Anstalt betreiben, doch mit dieser Idee war kein Gewinn zu erwirtschaften und sie mussten Insolvenz anmelden. So lag das Grundstück, das bereits über einen Gleisanschluss an die Bahn verfügte, einige Jahre brach. Johannes Kahlbaum verlagerte schrittweise die Destillationen in dort vorhandene Bauten und gab dem Unternehmen 1890 den Namen Kahlbaum Laborpräparate. Ein gegenüberliegendes Grundstück konnte Kahlbaum auch preisgünstig hinzukaufen, womit Platz für weitere Expansionen vorhanden war. Zusätzlich zu den Produktionseinrichtungen ließ der Fabrikant für wichtige Mitarbeiter am Glienicker Weg fünf Wohnhäuser mit Gärten errichten. Diese Flächen reichten bis zur heutigen Nipkowstraße und sind erhalten. An die Gärten anschließende Feuchtwiesen, die vom Vollkropfgraben durchflossen wurden, konnten von Anwohnern genutzt werden und hießen bald „Kahlbaumwiesen“.
Von den Architekten Gustav Kraemer und Max Jacob ließ sich Johannes Kahlbaum um 1890 einen ausgedehnten Produktionskomplex mit mehreren Hallen und einem repräsentativen Verwaltungsgebäude auf der Parzelle planen und von der ortsansässigen Baufirma Albert Pförtner zwischen 1903 und 1906 errichten. Um das Jahr 1900 stellten bereits rund 400 Personen in dem Unternehmen etwa 1000 verschiedene chemisch-pharmazeutische Produkte her.
Im Jahr 1902 war ein im Auftrag von Johannes Kahlbaum erbautes Jagdschloss am Bauersee bei Kagel bezugsfertig geworden. Ein Wirtschaftsgebäude ist noch erhalten.

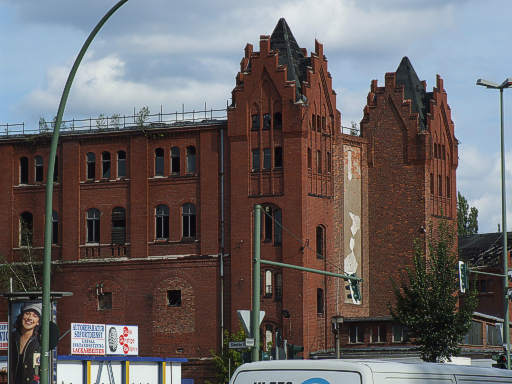
Teile des Kahlbaumschen Fabrikkomplexes in Adlershof, hier das kirchenähnliche Verwaltungsgebäude; Aufnahme aus dem Jahr 2011

Die Verdienste um die Versorgung der Stadt Berlin führten dazu, dass der kaiserliche Magistrat den Antrag zur Verleihung des Titels Kommerzienrat an den Berliner Polizeipräsidenten stellte und genehmigt bekam. Dazu wurden alle Notizen aus der Geheimen Präsidial-Registratur ab 1901 gesichtet. In einer nach Befragungen erstellten Persönlichkeitsbeschreibung heißt es „[…] ein verschlossener und nicht sonderlich beliebter Mann.“
Der Bildhauer Sigismund Wernekinck gestaltete eine Marmor-Büste zu Ehren von Johannes Kahlbaum, die auf der Großen Berliner Kunstausstellung im Jahr 1910 gezeigt wurde. Sie soll sich im Germanischen Museum Nürnberg befinden.